# 97古惑仔：戰無不勝
《97古惑仔4：戰無不勝》即依據香港漫畫家牛佬所繪製的漫畫《古惑仔》中「耀揚篇」為籃本，再進行改編的黑幫電影作品，本片是《古惑仔3之隻手遮天》的續集，由嘉禾公司出品，本片的續集是《98古惑仔：龍爭虎鬥》。本片新加入的4個角色，分別是「十三妹」、「韓賓」、「太子」及「蔣天養」。

## 劇情
洪興社的梁二（綽號「大天二」）與KK（洪興社大老「大飛」之妹）結婚，婚禮中洪興社智囊陳耀表示龍頭蔣天生已不幸身亡，整個社團群龍無首，為此，陳耀欲帶領社團六位堂主前往泰國，迎回蔣天生的胞弟蔣天養，返港擔任新龍頭。
蔣天養在泰國經商有成，富可敵國，在泰國算是有頭有臉之人，再加上在泰國過慣了舒適生活，不太願意返回香港混黑道。此時東星社「東星五虎」之一雷耀揚卻乘機想入侵洪興社的屯門地盤，趁洪興大佬們出國的機會，暗中拉攏屯門堂主恐龍洽談合作。但因恐龍身為洪興大佬韓賓胞弟，故斷然拒絕雷耀揚，而遭到耀揚一番毒打並被從天台扔下摔死，屯門堂主缺位。而由於恐龍遇害一事是在銅鑼灣發生，因此同時亦為銅鑼灣堂主陳浩南帶來麻煩。
原本陷入沉思的蔣天養，終於答應接任新龍頭，並決定從陳浩南的兄弟「山雞」與恐龍的手下「生蕃」二人當中，揀選一人擔任屯門的新堂主。陳浩南深明高處不勝寒的無奈，故力勸山雞不要爭堂主之位。然而山雞認為浩南見不得自己好，不願錯過此機會，仍執意要競逐堂主之位，兩人因此鬧翻。
山雞回到香港後帶同門生視察屯門，卻遭遇生蕃以及胞弟梁家滿（綽號「生嘢」）一行人，更受生蕃奚落，所幸其父親到場責駡兒子，間接幫助山雞等人解圍。山雞與生蕃之前在大天二的婚禮上已經結怨，今次事件令二人積怨更深。
山雞的女友淑芬在學校教書，她把貌美的女同事欣欣介紹給喪偶的陳浩南認識，浩南不想讓對方知道自己的黑道背景，於是自稱是補習班老師。誰知淑芬竟被生嘢設局襲擊，因傷請假，欣欣只好拜託浩南出面代課，並躲在教室外偷望。教室內的生嘢，自命兄長是黑道中人，桀驁不馴，浩南教訓了他一番，亦不慎流露出自己的江湖味，令欣欣開始懷疑浩南的身分。
生嘢設局讓一名少女在山雞管理的桌球室內服食過量藥物而死，並把這件事推到桌球室負責人「蕉皮」身上。蕉皮是陳浩南的門生，因為鬧出人命，警方大為震怒，夤夜整頓陳浩南的所有特定處所，令浩南頗為無奈。
大天二因不滿生蕃氣焰，及為幫助兄弟山雞坐上屯門區堂主之位，因為不想太高調而率數名手下行刺生蕃，但卻中了埋伏，寡不敵眾，反被生蕃斬斷手腳筋，幸得妻舅大飛及時率眾來援，生蕃不得已，只好放了大天二。
生嘢為替生蕃出氣，指使他的女友英姐色誘了陳浩南的手下「包皮」，套出大天二躲藏的地方，並告知耀揚，耀揚帶著手下以及被他收買的洪興社北角區堂主「肥佬黎」找到大天二，讓門生們玷污大天二的太太KK，並故技重施把大天二從天台扔下樓摔死。
陳浩南趕到現場悲痛萬分，指責山雞連累兄弟性命不保，同時欣欣亦在場，從而正式得知浩南的黑道身分。在場警員將浩南帶返警局錄口供，浩南步出警局後，欣欣尾隨浩南，看見他喝個大醉並不支倒地，就上前攙扶送他返回住所，浩南在神智不清下與欣欣發生了關係。
另外，生蕃得到肥佬黎大力支持以及耀揚暗中幫助，加上屯門區的洪興社員普遍支持地膽生蕃，聲勢扶搖直上；而山雞也擁有韓賓、太子、大飛、十三妹等洪興大老的幫助，令蔣天養難以抉擇，於是決定舉辦一場辯論大會，並打算在會後由社員們投票決定堂主之位誰屬。陳浩南把洩漏機密、害死大天二的包皮執行家法，痛毆至遍體鱗傷，並於會場中展示，希望大家能夠認同自己處事公正不阿。山雞眾人眼睜睜看著明明不擅辭令的生蕃在講臺上口若懸河、意氣風發，嚇得魂飛魄散。
正當山雞處於下風時，十三妹帶英姐進入會場，讓她展示生蕃勾結東星社的証據。英姐因為生嘢對她不忠，所以向生蕃生嘢兄弟報復，她公開表示東星社才是幕後主使，生蕃只是棋子。
生蕃立時被打回原形，慌張地說自己不認識「東星耀揚」，相当于變相自白。藏在帽子內的對講機也掉到地上，原來是雷耀揚作弊，躲在會場內以無線對講機暗中教他發言。雷耀揚見事情敗露，便向英姐開槍並想逃出場外，经过一番追逐後一眾洪興社員把他團團圍住。
雷耀揚自知大勢已去，仍使激將法諷刺蔣天養，說「洪興只靠人多，沒有能打之人」。蔣天養對雷耀揚的冷靜表示欣賞，並表示派出一個兄弟跟他單挑。太子請纓出戰，但陳浩南以報大天二之仇為由，自告奮勇，對付耀揚。激鬥當中，耀揚拔出小刀欲暗算浩南，肥佬黎見狀，衝出來以武士刀刺殺耀揚，並宣示自己對洪興社的忠誠。
蔣天養洞悉肥佬黎殺耀揚，是為了滅口，不讓耀揚說出自己曾與東星合作的事，决定不放過肥佬黎，亦因顧著洪興面子而不打算將他交給警方，而將其發配到因為科索沃戰爭而銀行擠提的阿爾巴尼亞，讓大飛接手肥佬黎原本的北角區堂主之位。生蕃勾結東星，陷害社團兄弟，亦遭禁錮，謹慎處分。屯門區堂主之位最終落入山雞之手。一切結束後，陳浩南想要追求欣欣，與她正式交往，誰知浩南的江湖背景讓欣欣選擇放棄而終究離去。

### 新馬版本
由於新加坡和馬來西亞電檢尺度嚴厲，故事繼續為主角香港皇家警察的陳浩南督察，是被外籍警司委派繼續潛伏於洪興社的臥底，並穿插陳浩南督察在警局內與外籍警司會報洪興社的搜集證據，雖然上集代了山雞、大天二和包皮等人被捕入獄。但是新馬版本無視了這個設定山雞等人亦有在修改故事登埸。

## 人物角色
| 角色名稱 | 演員   | 備註 |
| -------- | ------ | --- |
| 陳浩南   | 鄭伊健 | 𡃁仔南、浩南、南哥 洪興社堂主，銅鑼灣堂主 趙山河、梁二、包達二、蕉皮之兄弟 獲蔣天養賞識 因明白高處不勝寒的無奈再加上親眼目睹細細粒在其面前遭對家烏鴉殺害而不贊成趙山河競逐屯門堂主之位，並因為此事而短暫反目，最後認同並和好 與肥佬黎結怨，後把話說開達成和解                                                                                   |
| 趙山河   | 陳小春 | 山雞 洪興社成員，屯門新堂主 林淑芬之男友 起初因細細粒（黎姿）之死不獲陳浩南贊成競逐屯門堂主之位，，並因為此事而短暫反目，最後認同並和好 陳浩南、梁二、包達二、蕉皮之兄弟 生蕃之競爭對手 與肥佬黎結怨 |
| 欣欣     | 李嘉欣 | 學校教師，愛上陳浩南，並發生一夜情 故事初期對古惑仔有偏見 在與浩南的甜蜜邂逅後，雖然對古惑仔改觀，但仍然選擇離開陳浩南 |
| 林淑芬   | 莫文蔚 | 學校教師，林牧師的女兒，山雞女友，身型瘦小卻不畏江湖大風大浪，陪山雞從東山再起到君臨天下。 |
| 雷耀揚   | 張耀揚 | 本片終極大反派 奔雷虎、耀揚仔 東星社堂主 東星五虎之一 連環殺人犯，多次以推下樓的方式殺害對其不利的人 有優雅文藝的品味，精緻帥氣的打扮，但為人心狠手辣，凡事違背良心，喜歡人和物件從高空掉下的感覺 邀請韓龍合作不遂而將之殺害，及後以相同方式殺害梁二 欲協助生蕃成爲屯門堂主但最終失敗 開槍射殺公開生蕃惡行的英姐 與肥佬黎互相勾結，最後被其殺害 |
| 梁二     | 謝天華 | 大天二 、二哥 洪興社成員，ＫＫ的老公 陳浩南、包達二、趙山河、蕉皮之兄弟 因替趙山河出頭而糾黨行刺生蕃，卻寡不敵眾反被生蕃弄斷手腳筋，幸得大飛率眾相救而逃出生天 最後被遭到阿英色誘的包皮出賣，而慘遭雷耀揚從天台扔下樓喪生 |
| 包達二   | 林曉峰 | 包皮 洪興社成員 陳浩南、梁二、趙山河、蕉皮之兄弟 喜歡英姐 因見色忘友間接害死大天二被陳浩南以家法侍候，後於山雞與生番的辯論會中供出真相，讓生蕃及肥佬黎下不了台。 |
| 包達明   | 朱永棠 | 巢皮 洪興社成員 於陳浩南回憶中出現 |
| 蕉皮     | 朱永棠 | 洪興社成員 陳浩南、包達二、趙山河、梁二之兄弟，神似於第一集慘遭刺殺的巢皮。 |
| 蔣天養   | 萬梓良 | 蔣生、細蔣生、二叔公（趙山河專用） 洪興社龍頭，蔣天生胞弟 泰國華僑 太子之好友 賞識陳浩南，並個別賞識北角及屯門的堂主予大飛跟山雞。 |
| 十三妹   | 吳君如 | 洪興社堂主，旺角(砵蘭街)堂主 韓賓之女友 支持趙山河 |
| 大飛     | 黃秋生 | 洪興社堂主，香港仔堂主，北角区新堂主，KK胞兄 梁二之大舅 支持趙山河 與肥佬黎和生蕃不和 |
| 韓賓     | 尹揚明 | 洪興社堂主，葵青堂主 韓龍之兄 十三妹之男友 支持趙山河 |
| 肥佬黎   | 南燕   | 本片反派 原名黎彪 洪興社堂主，原北角区堂主 多年前因為影了鄧智勇姨仔的裸照並刊登上其旗下的《香蕉週刊》，所以被陳浩南等人將該期的《香蕉週刊》全數燒毀，之後因為其雜誌印刷廠被燒並差點命喪而與陳浩南等人結怨，後和好 支持並勾結生蕃，後反目 與耀揚互相勾結，後將耀揚殺害 最後被蔣天養流放阿爾巴尼亞並革除其堂主之位，原型为黎智英。                |
| 生蕃     | 陳志輝 | 本片大反派 洪興社成員，韓龍門生，言行舉止極為粗獷 梁家滿胞兄 與雷耀揚勾結陷害趙山河 趙山河之競爭對手 最後因作弊而被直接取消競逐資格，更因勾結東星社而遭受處罰 |
| 太子     | 盧惠光 | 原名甘子泰 洪興社堂主，尖沙咀堂主 擅長打拳 蔣天養之好友 支持趙山河 |
| 韓龍     | 林偉亮 | 恐龍 洪興社堂主，原屯門堂主，生蕃老大，韓賓之弟 品格卑劣，不惜為利益背叛自己人 拒絕與東星耀揚合作而遭襲擊，並從天台扔下樓身亡。 |
| 鄧智勇   | 吳志雄 | 大佬B 洪興社堂主 於陳浩南回憶中出現 因爲當年其姨仔被肥佬黎影下裸照並登上香蕉週刊而命令陳浩南等人將當期的香蕉週刊全數焚毀，並派員赴肥佬黎之印刷廠縱火 |
| 林牧師   | 林尚義 | 教會牧師，林淑芬的父親，為人幽默 |
| KK       | 張文慈 | 大飛之妹，大天二之妻，被耀揚的門生侵犯，更牽連大天二。 |
| 基哥     | 李兆基 | 洪興社堂主，西環堂主 支持生蕃，後倒戈 |
| 梁家滿   | 梁焯滿 | 本片反派 生嘢 學校學生，生蕃胞弟，阿英男友 |
| 英姐     | 陳翠兒 | 學校學生，生嘢女友 因不滿生嘢出軌而供出生蕃兩兄弟的黑幕，最後被雷耀揚開槍射傷 |
| 超人     | 黃斌   | 洪興社成員 屯門地頭蛇 |
| 梁       | 陳萬雷 | 生蕃、生嘢之父，不滿其兩個兒子的所作所為 經常說一口濃烈的圍頭話 |
| 警察     | 何嘉輝 | 綽號「灣仔槍神」，於第一集《古惑仔之人在江湖》因射殺洪興社龍頭𡃁坤備受上級嘉許表揚，而調任重案組便衣警察。休班時駕駛汽車遇上陳浩南和生蕃的飆車追逐，其汽車遭受生番汽車碰撞。生番有眼不識泰山欲前來辱罵和恐嚇，後表明警察身份並將生番拘捕。 |
| 陳耀     | 李道瑜 | 耀哥 洪興社白紙扇、智囊 |
| 信哥     | 蔡業信 | 信哥 洪興社堂主 |

## 经典语录
耀阳：我最鍾意物品响高空跌落嚟個種感覺。繁: 我最喜歡東西從高空落下來的那種感覺

## 經典語錄
黎胖子:說好了單挑 這麼陰險用刀 你以為洪興沒刀阿

## 軼事

### 選角
- 传闻，片中「欣欣」角色開拍前原先屬於由楊采妮出演，之後因為楊她檔期問題再加上角色形象因素而辭演。後改由李嘉欣接替出演。而且據說鄭伊健原本在1996年拍完《古惑仔3之隻手遮天》這部之後因為顧及角色被定型、刻板印象等問題，曾對外表態說不再接演「陳浩南」這角色。是之後受到楊采妮她當事人遊說影響之下，才會打消不再續演《97古惑仔：戰無不勝》裡「陳浩南」角色的念頭，繼續出演。多年后，郑伊健受访问时，表示确实是有不再接演「陳浩南」這角色的念头，并表示其实是文隽说服自己继续出演。因此，欣欣一角并非属意杨采妮出演。

### 易角
片中「KK」角色原先於前兩集，也就是《古惑仔2之猛龍過江》、《古惑仔3之隻手遮天》裡由譚小環飾演。之後因為角色尺度再加上港姐形象問題，決定辭演《97古惑仔：戰無不勝》裡「KK」角色，後改由張文慈接替出演。

### 電影級別
電影有一幕於尚未通車的青馬大橋上取景。而該片更在推出IIB級版本後，繼而推出第三級別（III）版本，成為《古惑仔電影系列》中正傳唯一一套以第三級別（III）推出的作品。

### 穿幫鏡頭
在選舉一幕中，英姐中槍倒下後被人移動的身體被放上銀幕。

### 網路迷因
受到《古惑仔電影系列》荼毒心智未成熟的青年人的輿論壓力影響下，片中陳浩南（鄭伊健飾演）向學生透露加入黑社會的心路歷程，他透露了三個原因「巴閉囉，英雄主義，疊馬（了不起，英雄主義，人多勢眾）」，並對自己因崇拜偶像而身不由己而心感悔恨，並告誡同學們「選擇讀書與否，我可管不了；可是走錯了歪路，就沒得回頭」。在網絡年代，這段對白長期被網民二次創作，代入不同主題中，甚至被惡搞為2014年「警察招募」。
片中基哥（李兆基飾演）有一句對白是「嗱，肥佬黎，呢鋪我就撐你嘞（肥佬黎，這次我就支持你了）」，其後網民在討論綽號同樣是「肥佬黎」的壹傳媒創辦人黎智英時常使用劇中截圖表情包。

## 電影歌曲

### 主題曲
| 歌名         | 演唱者         | 作曲   | 填詞   | 編曲   |
| 〈一於奉陪〉 | 鄭伊健、陳小春 | 劉祖德 | 林振強 | 劉祖德 |
| 〈戰無不勝〉 | 陳小春         | 伍樂城 | 林夕   | 伍樂城 |

### 插曲
| 歌名           | 演唱者 | 作曲   | 填詞   | 編曲           |
| 〈我願你知道〉 | 鄭伊健 | 陳光榮 | 周禮茂 | 陳光榮         |
| 〈亂世巨星〉   | 陳小春 | 伍樂城 | Wasabi | 伍樂城         |
| 〈蒸發眼淚〉   | 鄭伊健 | 伍樂城 | 伍樂城 | 伍樂城         |
| 〈甘心替代你〉 | 鄭伊健 | 陳光榮 | 劉卓輝 | 陳光榮、Ted Lo |

## 獎項
| 頒獎典禮             | 獎項             | 名單                                           | 結果 |
| -------------------- | ---------------- | ---------------------------------------------- | ---- |
| 第17屆香港電影金像獎 | 最佳原創電影歌曲 | 作曲：劉祖德 填詞：林振強 主唱：鄭伊健、陳小春 | 提名 |

## 外部連結
- 香港影庫上《97古惑仔：戰無不勝》的資料（繁體中文）
- 開眼電影網上《97古惑仔：戰無不勝》的資料（繁體中文）
- 豆瓣电影上《97古惑仔：戰無不勝》的資料 （简体中文）
- 时光网上《97古惑仔：戰無不勝》的資料（简体中文）
- AllMovie上《97古惑仔：戰無不勝》的资料（英文）
- 爛番茄上《97古惑仔：戰無不勝》的資料（英文）
- 互联网电影数据库（IMDb）上《97古惑仔：戰無不勝》的资料（英文）